# Rimasuchus
Rimasuchus je izumrli rod krokodila iz razdoblja neogena u Africi i Srednjem istoku. Naziv mu dolazi od latinskog rima, što znači "rasjeklina" i suchus, što znači krokodil. Tipna i jedina vrsta, Rimasuchus lloydi, živjela je zajedno s drugim krokodilima, kao što je nilski krokodil. Ovom krokodilu plijen su bili ogromni sisavci, kao i rani čovjek
Rastao je do sedam ili više metara u duljinu. Za razliku od većine živućih krokodila, imao je široku njušku.